# 浪人街

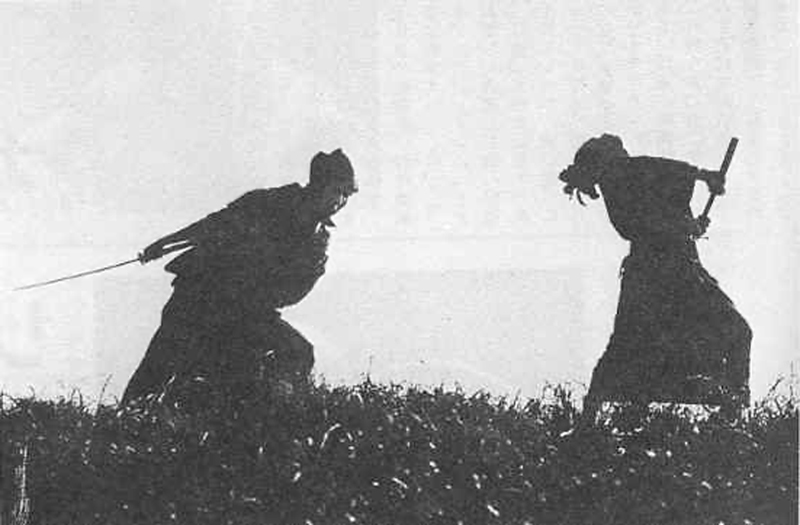
『浪人街』の躍動的で審美的な1カット。

『浪人街』（ろうにんがい）は、1928年（昭和3年）に脚本家・山上伊太郎が著したオリジナルシナリオをマキノ正博が監督、同年製作・公開した『浪人街 第一話 美しき獲物』に始まる日本のサイレント映画、剣戟映画のシリーズである。全3話、4篇。のちに4回リメイクされ、うち3回はマキノのセルフリメイクであり、あとの1回はマキノが総監修を務めた。

## 略歴・概要
1928年（昭和3年）、マキノ省三こと牧野省三が経営していたマキノ・プロダクションの社員脚本家だった山上伊太郎が、本作の脚本を書き下ろした。当時の同社は、省三渾身の超大作『忠魂義烈 実録忠臣蔵』が火災で大半を焼失してしまったことや、同作へのメインキャスティングを同社のスターではなく、伊井蓉峰と諸口十九とを抜擢したことに端を発する片岡千恵蔵ら大スターの集団退社のあとで、既存のスターがほとんど抜け落ちた後であった。
本作のメインキャストが、南光明、谷崎十郎、根岸東一郎、河津清三郎といった無名の若手俳優であったことは、「浪人街」のリアリティを感じさせた。第1作を同年の10月20日に封切ると、日本全国で大ヒットを記録、同年のキネマ旬報でベストワンを獲得した。
第二話では、キャストも南と根岸以外のメインキャストも入れ替え、キャラクターも新たにした。
2009年10月時点で、『浪人街 第二話 楽屋風呂 第一篇』と『浪人街 第二話 楽屋風呂 解決篇』を1本に再編集した73分の短縮版『浪人街 第二話 楽屋風呂』以外は現存しないとされていた。その後、『浪人街 第一話 美しい獲物』のクライマックスを含む断片8分が発見され、2009年に『第二話』、正博が同時期に監督した『崇禅寺馬場』の断片と共に『Talking Silents 9　「浪人街　第一話・第二話」「崇禅寺馬場」』として発売された。
時代劇映画は本作で初めて、集団殺陣（四名の浪人と数十名の悪旗本連）というジャンルを「斬りひらいた」。唯一の英雄も武士道も忠義もなく、愛する女を奪われ友を傷つけられたことに怒り狂う浪人たちが待ち受ける罠に暴れ込む様が描かれる。悪旗本連に買収され「辛い!」とうなりながら傍観していた赤牛弥五右衛門が、ついにたまりかねて助太刀に殴り込み、「おのれ裏切ったな!」と叫ぶ旗本たちに「馬鹿ッ、表返ったのじゃわッ!」と答える場面、公開当時の映画館では赤牛のこの台詞でドッと歓声が上がり、拍手が鳴りやまなかったという（この場面は上記の現存断片に残されている）。赤牛に扮して「演技賞もの」と絶賛された根岸東一郎は、剣戟経験がほとんどなかった。「マキノ青春トリオ」（マキノ雅弘、山上伊太郎、三木稔）は素人同然の俳優を駆使し、ノー・スタア映画を作り上げ、しかも大ヒットさせたのである。

## 第一話 美しき獲物
『浪人街 第一話 美しき獲物』（ろうにんがい だいいちわ うつくしきえもの）は、1928年（昭和3年）製作・公開、マキノ正博監督による日本のサイレント映画、剣戟映画である。

### スタッフ・作品データ
- 総指揮 : マキノ省三
- 監督 : マキノ正博
- 原作・脚本 : 山上伊太郎
- 撮影 : 三木稔
- 助監督 : 滝沢憲、並木鏡太郎
- 上映時間（巻数 / メートル） : 15巻 / 3,554メートル
- フォーマット : 白黒映画 - スタンダードサイズ（1.33:1） - サイレント映画
- 初回興行 : 浅草・千代田館

### キャスト
- 南光明 - 母衣権兵衛
- 谷崎十郎 - 荒牧源内
- 根岸東一郎 - 赤牛弥五右衛門
- 河津清三郎 - 土居孫左衛門
- 岡島艶子 - おぶん
- 大林梅子 - お新
- 市原義夫 - 佐吉
- 住乃江田鶴子 - およう
- 川田弘道 - 小幡伝太夫
- 東條猛 - 小幡七郎右衛門
- 五味国男 - 金之助
- 都賀清司 - 酒屋の親父
- 加藤光枝 - 娘
- 三島洋子 - お仙
- 若松文男 - お新の義父
- 三保松子 - お新の義母

## 第二話 楽屋風呂 第一篇
『浪人街 第二話 楽屋風呂 第一篇』（ろうにんがい だいにわ がくやぶろ だいいっぺん）は、1929年（昭和4年）製作・公開、マキノ正博監督による日本のサイレント映画、剣戟映画である。シリーズ第2作である。

### スタッフ・作品データ
- 総指揮 : マキノ省三
- 監督 : マキノ正博
- 原作・脚本 : 山上伊太郎
- 撮影 : 三木稔
- 助監督 : 滝沢憲、吉田信三、塩田耕平
- 上映時間（巻数 / メートル） : 19巻 / 4,555メートル
- フォーマット : 白黒映画 - スタンダードサイズ（1.33:1） - サイレント映画
- 初回興行 : 浅草・千代田館

### キャスト
- 南光明 - 不破伝五左衛門
- 津村博 - 白川三十郎
- 根岸東一郎 - 宮内甚内
- 河上君栄 - 妻お蒔
- マキノ登六 - 千馬平八
- 松浦築枝 - お紋
- 岡村義夫 - 倉橋重兵衛
- 荒木忍 - 父倉橋九郎兵衛
- 清浦新八 - 三浦嘉右衛門
- 大林梅子 - お吉[1]

## 第二話 楽屋風呂 解決篇
『浪人街 第二話 楽屋風呂 解決篇』（ろうにんがい だいにわ がくやぶろ かいけつへん）は、1929年（昭和4年）製作・公開、マキノ正博監督による日本のサイレント映画、剣戟映画である。シリーズ第3作である。

### スタッフ・作品データ
- 総指揮 : マキノ省三
- 監督 : マキノ正博
- 原作・脚本 : 山上伊太郎
- 撮影 : 三木稔
- 監督補佐 : 滝沢憲、吉田信三、塩田耕平
- 上映時間（巻数 / メートル） : 7巻 / 1,464メートル
- フォーマット : 白黒映画 - スタンダードサイズ（1.33:1） - サイレント映画
- 初回興行 : 浅草・千代田館

### キャスト
- 南光明 - 不破伝五左衛門
- 津村博 - 白川三十郎
- 根岸東一郎 - 宮内甚内
- 河上君栄 - 妻お蒔
- マキノ登六 - 千馬平八
- 松浦築枝 - お紋
- 岡村義夫 - 倉橋重兵衛
- 大林梅子 - お吉
- 清浦新八 - 三浦嘉右衛門
- 赤木慎之助 - 村井吉兵衛
- 平野仙造 - 安川善四郎
- 町田謙作 - 大倉喜平
- 若松文男 - 大野軍右衛門
- 川田弘三 - 河合又五郎

## 第三話 憑かれた人々
『浪人街 第三話 憑かれた人々』（ろうにんがい だいさんわ つかれたひとびと）は、1929年（昭和4年）製作・公開、マキノ正博監督による日本のサイレント映画、剣戟映画である。シリーズ第4作、最終作である。

### スタッフ・作品データ
- 監督 : マキノ正博
- 原作・脚本 : 山上伊太郎
- 撮影 : 三木稔
- 上映時間（巻数 / メートル） : 15巻 / 3,649メートル
- フォーマット : 白黒映画 - スタンダードサイズ（1.33:1） - サイレント映画
- 初回興行 : 浅草・電気館

### キャスト
- 沢村国太郎 - 小日向惣左衛門
- 荒木忍 - 隅田八十右衛門
- 河津清三郎 - 若宮玄八郎
- 柳妻麗三郎 - 用人喜内
- 泉清子 - 姉お柳
- 沢田敬之助 - 湯浅彦兵衛
- 北岡よし江 - 娘おまん
- 中村歌二郎 - 信時七右衛門
- 川田弘三 - 辰己大蔵
- 岡村義男 - 猪子兵介
- 浦路輝子 - 妻お縫
- マキノ智子 - 許婚おとわ
- 寺井幾夫 - 下僕作右衛門
- マキノ登六 - 田丸栄之助
- マキノ潔 - 牟礼宗太郎
- 尾上松緑 - ゆとう屋喜兵衛
- 若松文男 - 紅屋忠兵衛
- 三保松子 - 中﨟野村
- 住乃江田鶴子 - 妻るみつ
- 根岸東一郎 - 幡権六
- 小金井勝 - 匂坂十次兵衛

## リメイク・派生作品

### リメイク
いずれもトーキー、マキノ正博・雅弘・雅広はすべて同一人物である。
- 『浪人街』 : 監督マキノ正博、主演月形龍之介、1939年
- 『酔いどれ八萬騎』 : 監督マキノ雅弘、主演原健作、1951年
- 『浪人街』 : 監督マキノ雅弘、主演近衛十四郎、1957年
- 『浪人街』 : 監修マキノ雅広、監督黒木和雄、主演原田芳雄、1990年

これ以外にも、1975年から1976年にかけてルポライターの竹中労がリメイクを企画し、白井佳夫『キネマ旬報』編集長、滝沢一とタッグを組み、竹中が『キネマ旬報』で持っていた連載「日本映画縦断」で再映画化を東映に働きかけ、同連載で読者まで巻き込んで大キャンペーンを張った。監督が深作欣二で、中島貞夫がプロデューサー、深作・中島・笠原和夫脚本で、深作も主演・千葉真一も時代劇初挑戦になる予定だった。ちょうど太秦映画村がオープンして大当たりしたこともあって高岩淡東映京都所長も鼻息が荒かった。映画ファンも東映は岡田茂社長がOKしないと映画は製作されないことをよく知るため、同誌上で岡田をかなり突き上げた。黒井和男は「時代劇は人気がないため、東映のブロック番線では製作できない」などと最初から製作に懐疑的だったが、1976年4月21日、竹中と白井『キネマ旬報』編集長が東映京都を訪れ、高岩東映京都所長、日下部五朗東映プロデューサー、深作、中島らと会談し、笠原脚本はまだ未完成だったが、同年5月中旬製作発表会見を行い、6月16日の山上伊太郎命日を期してクランクインを確認し、本社に了解を求めることを決めた。中島は著書で竹中らの考えるリメイクと中島たちが考えていたリメイクとはかなり齟齬があったと述べている。『キネマ旬報』はリメークはほぼ決定的と報じ、"山上伊太郎ツアー"や、6月26日には渋谷公会堂で大集会を開催するなどと告知した。『浪人街』は東映京都の企画だったが、同時期に東映東京撮影所でも天尾完次東映企画部長が、菅原文太主演・鈴木則文監督で『丹下左膳』の企画が挙げ、『丹下左膳』はポスターまで製作し、東西両撮影所で時代劇復活の狼煙が上がった。『丹下左膳』は菅原の他、千葉真一、志穂美悦子の出演も予定し、この二本は『仁義なき戦い・時代劇編』を目指すとし、1976年5月に『丹下左膳』、同年秋『浪人街』公開を予定と1975年暮れに報道されていた。当時は阪妻映画祭がブームを呼んでおり、時代劇復活なるかが注目されたが、岡田社長は時代劇再興に慎重で数字をタテに製作を渋り、結局『浪人街』『丹下左膳』もろとも蹴った。深作・中島・笠原によるシナリオ『浪人街・ぎんぎら決闘録』は『キネマ旬報』1976年11月下旬号〜12下旬号に掲載されている。竹中は深作らと袂を分かつと自ら『浪人街』製作を宣言、独自のシナリオ「浪人街・天明餓鬼草紙」を書き上げ『キネマ旬報』で発表した。しかし、いずれのシナリオも映画化されることはなかった。大阪芸術大学映像計画学科（滝沢一は同大学の教授）の学生が当時、関係者にインタビューしてスーパー8で撮影したドキュメンタリー映画『浪人街・予告編～1976年夏、東映京都撮影所』が上映されることがある。
度々、舞台化も行われており、2004年にはTBSの企画・製作で、
演出を山田和也、脚色をマキノノゾミ、出演を唐沢寿明、松たか子他が担当した公演や、2008年に劇団のSTAR☆JACKSが本作をモチーフに「RONIN-GUY」が、2022年（当初2021年に予定）に演劇企画戯舎が本作を原案に「無用の犬～侍夕闇 終煌～」が、また2025年には松竹と東京グローブ座の製作で、脚本を倉持裕、演出を一色隆司、出演を丸山隆平、玄理他が担当した舞台も行われた。

### 派生作品
いずれも本作発表後の作品である。
- 『爆発浪人街』 : 監督白井戦太郎、市川右太衛門プロダクション、1930年
- 『浪人街の顔役』 : 監督白井戦太郎、大都映画、1936年
- 『鉄血浪人街』 : 監督金田繁、全勝キネマ、1940年
- 『浪人街の顔役』 : 監督佐々木康、東映京都撮影所、1963年

## 註
1. 1 2 3  所蔵映画フィルム検索システム、東京国立近代美術館フィルムセンター、2009年10月29日閲覧。浪人街 - 国立映画アーカイブ浪人街 - 国立映画アーカイブ
2. ↑  『週刊サンケイ臨時増刊 大殺陣 チャンバラ映画特集』、夢野京太郎「チャンバラ変遷史・序説」（サンケイ出版）
3. 1 2 3 4 5 6 7 8 9 10 11  竹中労「連載・日本映画縦断・57 『浪人街』の青春・下」『キネマ旬報』1976年正月特別号、キネマ旬報社、126–130頁。竹中労「連載・日本映画縦断・59 『浪人街』ー読書番外篇」『キネマ旬報』1976年2月下旬号、キネマ旬報社、240–244頁。竹中労「連載・日本映画縦断・60 中間的総括・その上」『キネマ旬報』1976年3月下旬号、キネマ旬報社、128–132頁。竹中労「連載・日本映画縦断・61 中間的総括・その中」『キネマ旬報』1976年春の特別号、キネマ旬報社、138–142頁。竹中労「連載・日本映画縦断・62 中間的総括・その下」『キネマ旬報』1976年4月下旬号、キネマ旬報社、132–136頁。「『浪人街』リメーク中間報告」『キネマ旬報』1976年6月上旬号、キネマ旬報社、138頁。
4. 1 2  黒井和男「指定席108 『浪人街』への僕の意見」『キネマ旬報』1976年4月下旬号、キネマ旬報社、201頁。
5. 1 2  佐藤純彌「『浪人街』をぜひ作ってくれ！ 深作欣二よ、中島貞夫よ… 〈読書選出ベスト・ワン監督の発言〉」『キネマ旬報』1976年5月上旬号、キネマ旬報社、116–117頁。
6. 1 2 3 4 5 6 7 8 9 10 11 12 13 14 15  「人気薄に反撥 "文太・左膳" ポスター作って社長に"直訴" 時代劇で勝負！ 『浪人街』もファン投票5位」『サンケイスポーツ』産業経済新聞社、1975年12月10日、11面。
7. 1 2  浪人街・予告編  ～1976年夏 東映京都撮影所～ – 東映俳優養成所Facebook
8. 1 2 3 4 5 6 7 8  中島貞夫「エッセイ 『浪人街』に集う待遇 〔追悼笠原和夫・深作欣二〕」『遊撃の美学 映画監督中島貞夫 (下)』ワイズ出版、2013年、352–364頁。ISBN 978-4-89830-288-0。
9. ↑  春日太一「第十一章 迷走する大作映画 第四部 必死のサバイバル」『あかんやつら 東映京都撮影所血風録』文藝春秋、2013年、357–360頁。ISBN 978-4-16-376810-6。
10. 1 2 3 4 5 6  “京都国際映画祭2019で『浪人街・予告編～1976年夏 東映京都撮影所』上映‼”. おもちゃ映画ミュージアム (2019年10月4日). 2025年6月12日時点のオリジナルよりアーカイブ。2025年8月14日閲覧。“時代劇は死なず”. おもちゃ映画ミュージアム (2025年4月18日). 2025年5月23日時点のオリジナルよりアーカイブ。2025年8月14日閲覧。
11. 1 2 3  “京都国際映画祭2019で『浪人街・予告編～1976年夏 東映京都撮影所』上映‼”. 映画.com.   映画.com (2019年10月4日). 2025年8月14日時点のオリジナルよりアーカイブ。2025年8月14日閲覧。
12. ↑  文化通信社 編「1974年（昭和49年）5月 東映岡田社長の映画製作介入宣言 『オレがOKしなきゃ撮らせない』…」『映画界のドン 岡田茂の活動屋人生』ヤマハミュージックメディア、2012年、43–51頁。ISBN 978-4-636-88519-4。
13. ↑  『キネマ旬報』1976年11月上旬号
14. ↑  『キネマ旬報』1976年10月下旬号
15. ↑  『キネマ旬報』1976年11月下旬号〜12下旬号
16. ↑  “浪人街”. 演劇上演記録データベース. 2023年3月23日閲覧。
17. ↑  “RONIN-GUY”. CoRich舞台芸術！. 2025年6月19日閲覧。
18. ↑  “無用の犬～侍夕闇 終煌～【公演延期】”. CoRich舞台芸術！. 2025年6月19日閲覧。
19. ↑  スーパーエキセントリックシアター [@SET_1979] (16 April 2022). “＜出演情報＞SETより、佐藤伸之・秋場千鶴子・森川大輝が出演します。戯舎公演「無用の犬～侍夕闇終煌～」2022年5月4日（水・祝）～8日（日）会場：下北沢・「劇」小劇場”. X（旧Twitter）より2025年6月19日閲覧.
20. ↑  “丸山隆平が本格時代劇に挑む　激動の時代を生きる浪人たちの人生を描く、舞台『浪人街』の上演が25年に決定”. SPICE (2024年10月21日). 2025年6月19日閲覧。
21. ↑  “丸山隆平が主演舞台「浪人街」仕上がりに自信、丸山の“代表作”に一色隆司「きっとなります」”. ステージナタリー (2025年2月20日). 2025年6月19日閲覧。